# آهوماش شوردوست
آهوماش شوردوست (نام علمی: Lotus halophilus) نام یک گونه از سرده آهوماش است. سرده آهوماش در ایران ده گونه گیاه علفی یکساله و چند ساله دارد.